# Mesochorus angustistigmatus
Mesochorus angustistigmatus är en stekelart som beskrevs av Dasch 1974. Mesochorus angustistigmatus ingår i släktet Mesochorus och familjen brokparasitsteklar. Inga underarter finns listade i Catalogue of Life.